# Capella Marciana
El Cor Patriarcal de Sant Marc, més conegut pel nom de Capella Marciana, és el famós cor de la Basílica de Sant Marc a Venècia, i és considerat un dels dos cors litúrgics històricament més importants d'Itàlia amb la de la Capella Sixtina de Roma.
Entre els mestres de la capella ducal dels segles XVI i XVII hi havia molts dels compositors més notables del barroc italià. A més d'oferir música a la Basílica, el cor i els instrumentistes de la capella realitzaven funcions importants en el calendari venecià de festes.
Moltes de les obres dels maestri di cappella es conserven en llibres corals il·luminats a l'Archivio di Stato di Venezia (ASV), la Biblioteca del Civico Museo Correr i la Biblioteca Nazionale Marciana.

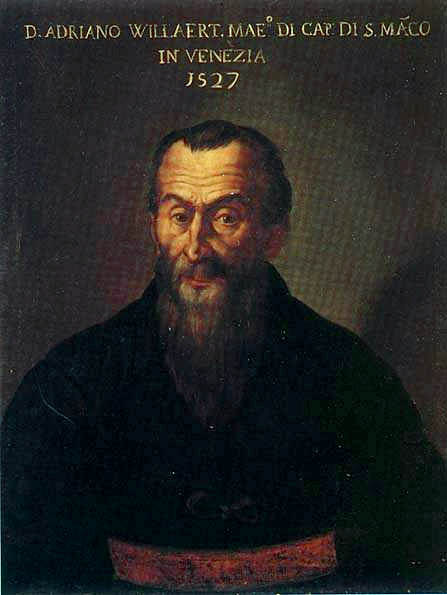
Adrian Willaert
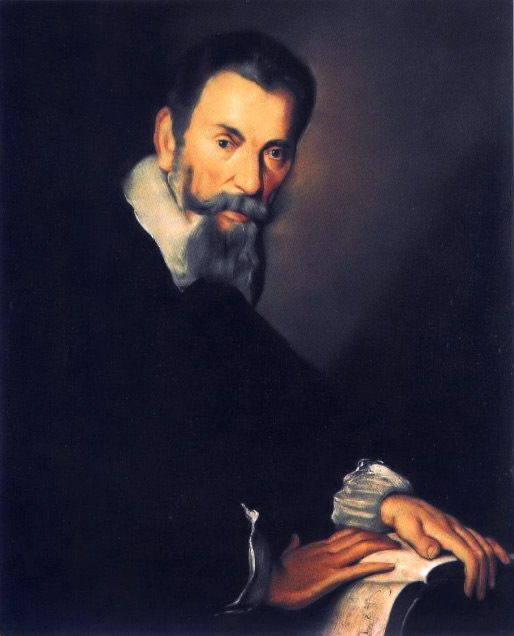
Claudio Monteverdi
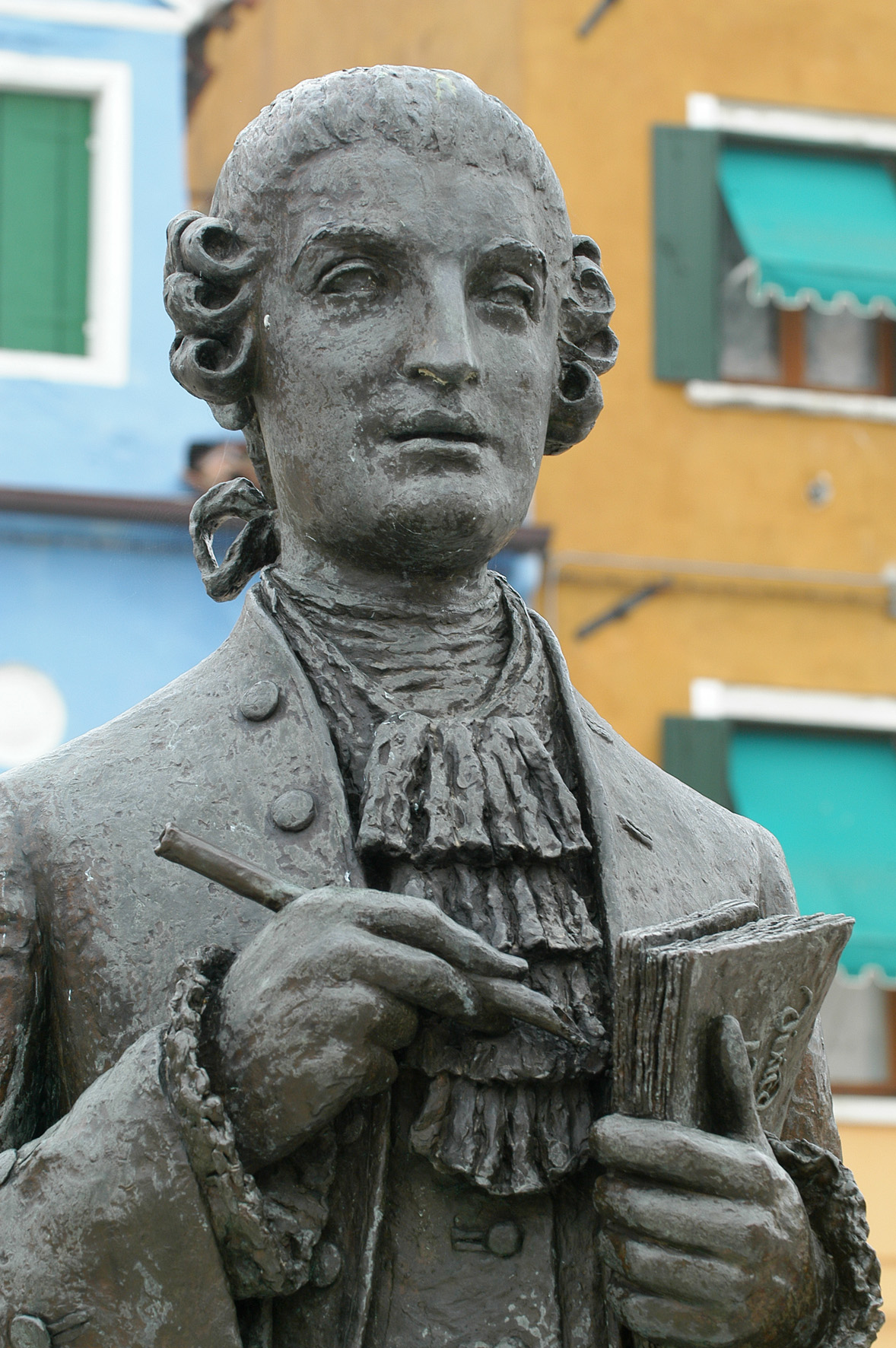
Baldassare Galuppi
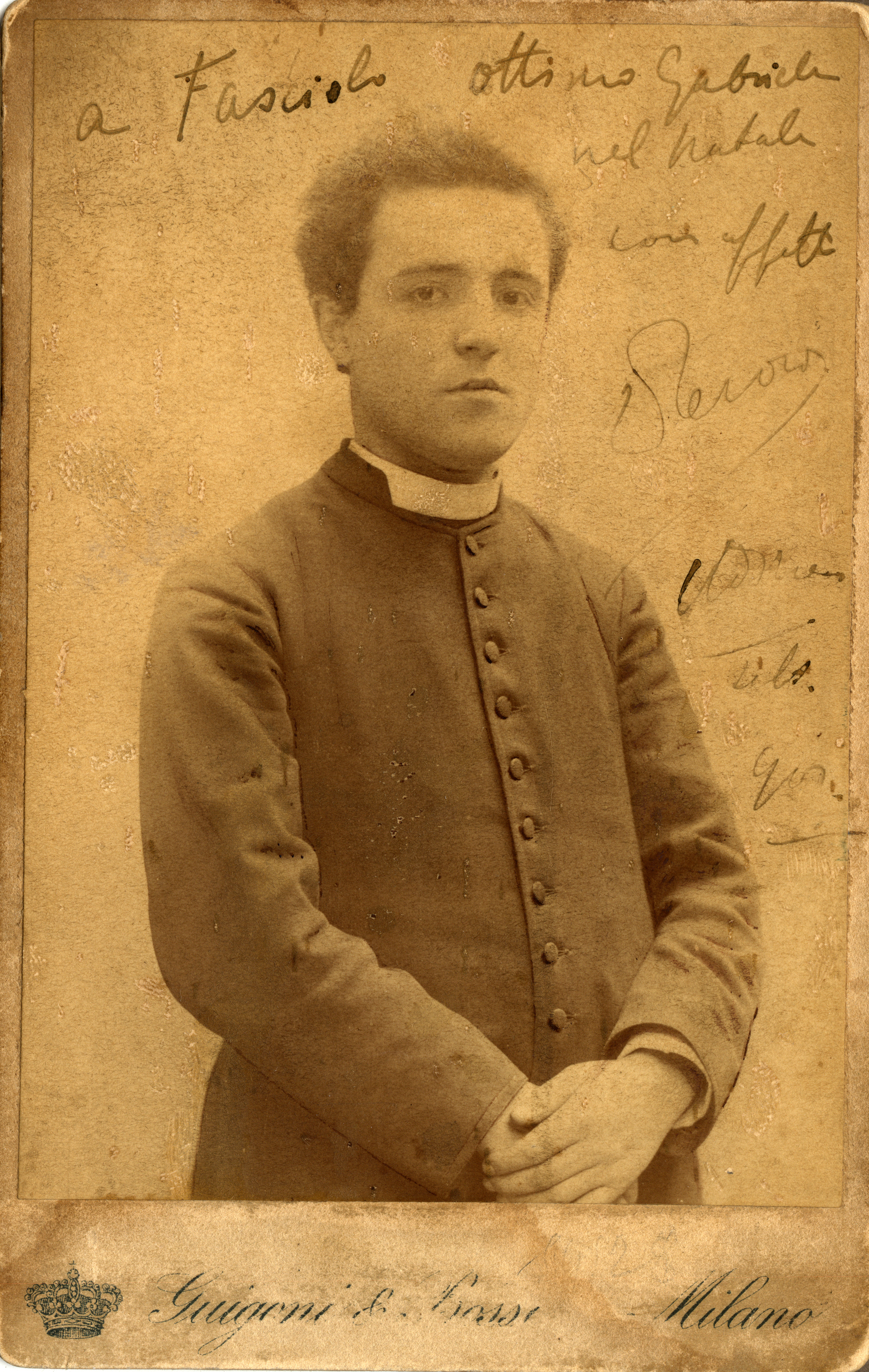
Don Lorenzo Perosi
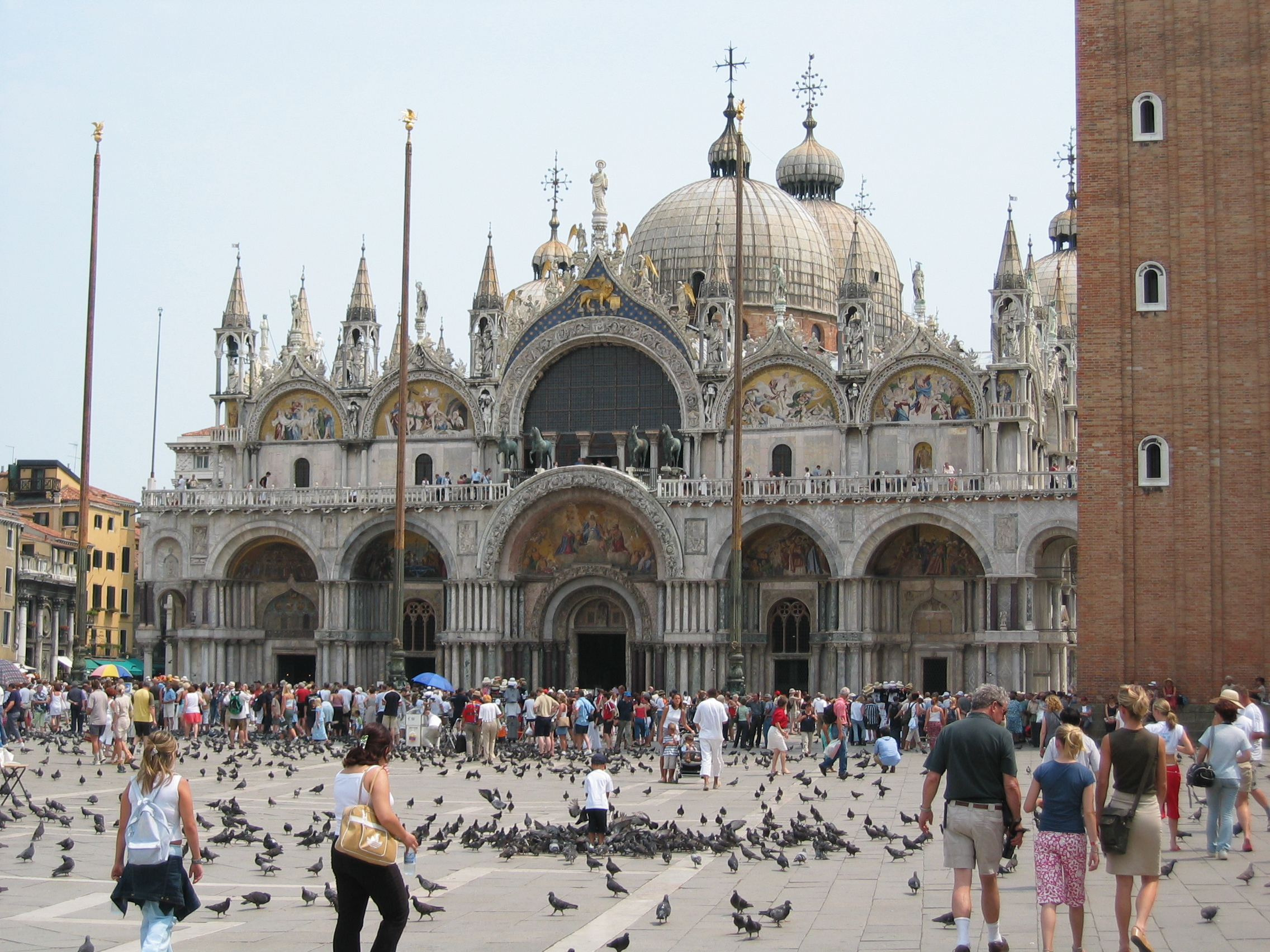
Façana de la Basílica enfront de la plaça